# Йокширски мост
Йокширският мост или Йокчиският мост (на македонска литературна норма: Јокширски мост, Јокширски мост) е каменен мост в град Кратово, Северна Македония. Мостът пресича Кратовската (Табачка) река.
Разположен е в началото на Табачката махала. Точни данни кога е построен няма. Днес мостът е в много лошо състояние, на места разрушен.
Мостът се нарича още Свински, Змийски или Търтев мост.